# Croquis

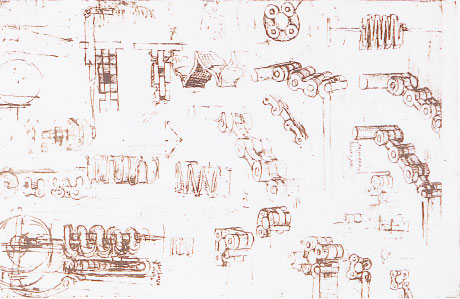
Un croquis realitzat per Leonardo da Vinci d'una cadena de transmissió.

Un croquis o esbós, en art, és un dibuix que esbossa una imatge o una idea, confeccionat a mà alçada i previ a l'execució del dibuix definitiu o d'alguna obra d'art. Pot ser considerat un esbós inicial o un exercici d'observació i tècnica previ a la realització d'una obra. Generalment, no sol ser gaire exacte i de vegades només és llegible per a l'autor.
Els croquis d'un model són dibuixos fets a partir d'un objecte, com un motlle de plàstic, argila, o altre material sòlid. Alguns són de models d'animals, paisatges, muntanyes, mars, rius, o regions geogràfiques.
Un croquis a l'àmbit tecnològic és un dibuix fet a mà alçada (és a dir sense estris de dibuix, regles, compàs,etc.) amb les mides reals posades seguint la normativa d'acotació, a diferència de l'esbós, que no les porta.

## Croquis didàctic

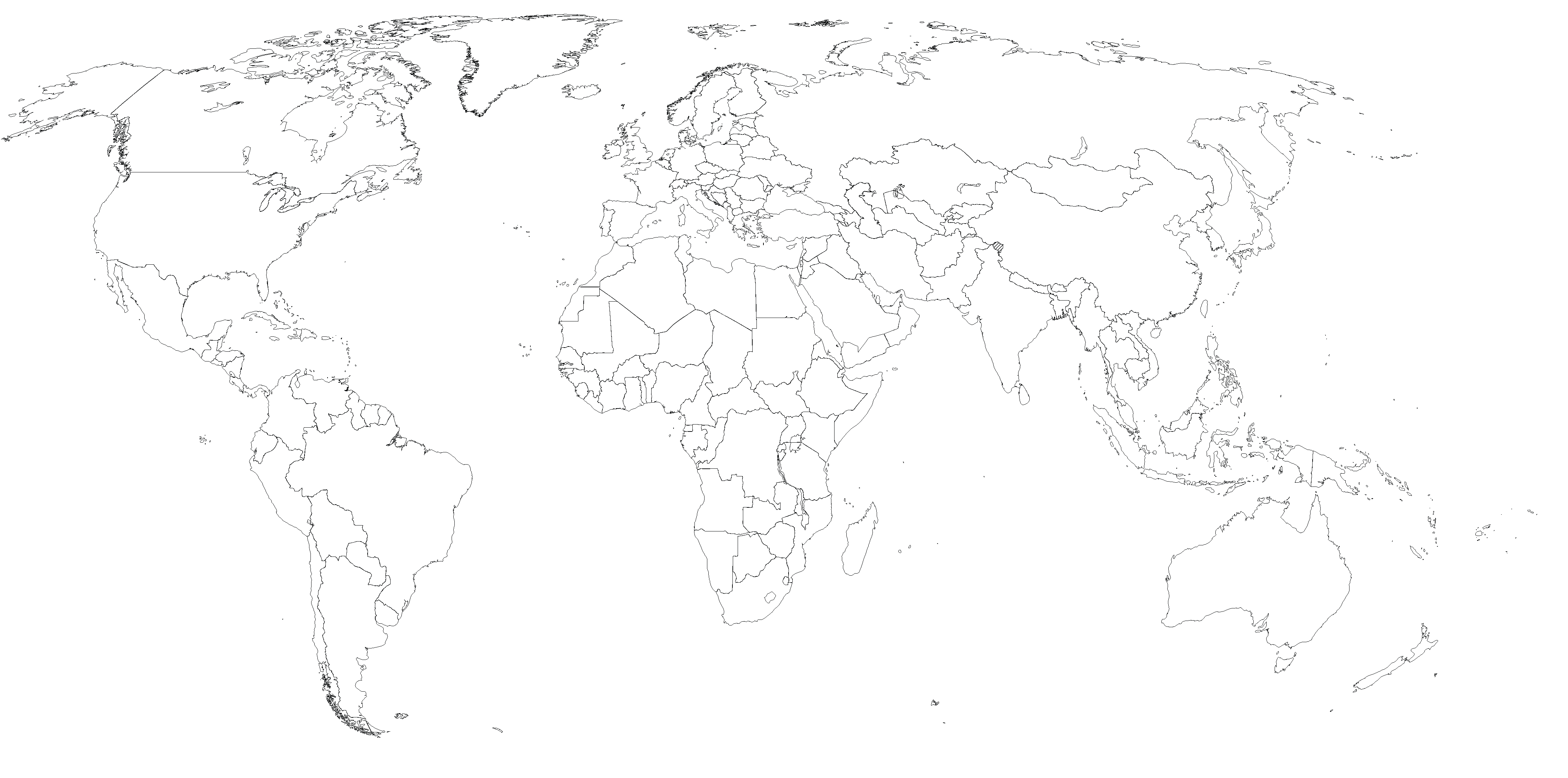
Un croquis per pintar i identificar els països.

El terme croquis abasta esquemes monocromàtics que han estat fabricats comercialment per a la venda en establiments de papereria, i es refereixen a un paper amb delineacions preestablertes per transmetre una idea o un concepte en grans trets.
Per exemple, a l'educació primària s'arriben a emprar mapes geogràfics prèviament impresos els quals no mostren noms de països, capitals, ciutats, sinó que representen una zona, que posteriorment l'estudiant detallarà, sobre el croquis, els països, hidrografia, etcètera.